# Adusta-uil
De adusta-uil (Mniotype adusta) is een vlinder uit de familie uilen (Noctuidae). De wetenschappelijke naam is, als Phalaena (Noctua) adusta, voor het eerst geldig gepubliceerd in 1790 door Eugen Johann Christoph Esper.

## Synoniemen
- Noctua duplex Haworth, 1809
- Noctua valida Hübner, 1813
- Hadena vultarina Freyer, 1832
- Hadena chardinyi Duponchel, [1838]
- Hadena pavida Boisduval, 1840
- Hadena baltica Hering, 1846
- Hadena adusta var. grisescens Standfuss, 1893 (junior homoniem van Hadena basilinea var. grisescens Staudinger, 1889)
- Crino aterrina Constantini, 1916
- Hadena adusta var. carpathica Kaucki, 1922
- Crino adusta lappona Rangnow, 1935

## Ondersoorten
- Mniotype adusta adusta
- Mniotype adusta moesta (Staudinger, 1898)
  - = Hadena adusta var. moesta Staudinger, 1897
- Mniotype adusta poltavskyi Volynkin, Matov & Behounek, 2014
  - holotype: "male, 27.VI.1963 en genitalia prep. Volynkin no. AV0732", SZMN, Novosibirsk, Rusland
  - typelocatie: "Armenia, Sevan district, Semyonovka vill., fields, 1500 m"[1]
- Mniotype adusta sommeri (Lefèbvre, 1836)[1]
  - = Hadema sommeri Lefèbvre, 1836